# Tomáš Kalas
Tomáš Kalas (Olomouc, República Checa, 15 de mayo de 1993) es un futbolista checo. Juega como defensa y su equipo es el F. C. Schalke 04 de la 2. Bundesliga de Alemania.

## Trayectoria
Kalas, cuya principal fortaleza es su velocidad debido a que practicó atletismo durante su infancia, comenzó su carrera futbolística en el Sigma Olomouc. Con este equipo su preparación juvenil fue tal que durante el primer semestre del 2009, Kalas pertenecía al equipo sub-17 del Sigma, mientras que en la segunda mitad del año ya formaba parte de la sub-19. En las vacaciones de invierno de la temporada 2009-10, Kalas participó con el primer equipo en la Tipsport Liga, un evento deportivo que reúne a equipos de la República Checa y de Eslovaquia. Ahí, Kalas tuvo un desempeño tal que se ganó un lugar con el primer equipo, debutando de manera oficial en la Gambrinus liga el 5 de mayo de 2010 en la victoria por 2-0 sobre el Slovan Liberec cuando contaba con tan sólo 16 años de edad.
El 7 de julio de 2010 firmó un contrato con el Chelsea FC de Inglaterra por una cifra de £5,2 millones. Sin embargo, Kalas fue inmediatamente cedido al Sigma Olomouc el mismo día en que firmó con el Chelsea, aunque a pesar de haber sido cedido hasta el final de la temporada 2010-11, Kalas regresó al Chelsea seis meses antes, debutando con el equipo de reservas ante el Aston Villa y con el equipo juvenil ante el Ipswich Town. Durante el primer semestre de 2011, Kalas disputó 10 partidos con el equipo de reservas, convirtiéndose en uno de los titulares en la defensa del equipo y ayudándolo a consagrarse campeón de la Premier Reserve League por primera vez en su historia. Sin embargo, con el equipo juvenil disputó solamente 4 partidos durante todo el semestre, aunque tuvo buenas actuaciones frente a equipos como el Watford FC o el Manchester United en la FA Youth Cup.
El 12 de julio de 2011 debutó por primera vez con el primer equipo en un encuentro amistoso frente el Wycombe Wanderers, siendo titular en la defensa junto a John Terry antes de ser sustituido al medio tiempo. En dicho encuentro, el Chelsea se llevó la victoria por 3-0. En el siguiente encuentro amistoso ante el Portsmouth FC cuatro días después, Kalas fue nuevamente titular y disputó 45 minutos en la victoria del Chelsea por 1-0.
El 22 de agosto de 2011 fue cedido al SBV Vitesse de los Países Bajos hasta el final de la temporada 2011-12. Kalas debutaría en la victoria por 5-0 sobre el Roda JC el 17 de septiembre de 2011, en donde fue titular, aunque sería sustituido al minuto 80 por Frank van der Struijk. Tres días después, Kalas debutaría en la Copa de los Países Bajos frente al NAC Breda, en donde nuevamente fue titular. En dicho encuentro, el Vitesse se llevó la victoria por 5-4 en penales, calificando a la siguiente ronda.
El 27 de abril de 2014 debuta con el primer equipo de chelsea fc vs liverpool, encuentro que terminó con victoria del equipo chelsea por marcador de 2 a 0.

## Selección nacional
Kalas ha sido internacional con la selección de la República Checa sub-17, Sub-18, Sub-19 y Sub-21. Con la sub-17, Kalas debutó el 5 de septiembr] de 2009, entrando como sustituto al minuto 51 en un encuentro clasificatorio para el Campeonato Europeo Sub-17 de 2010 ante Bielorrusia, en el que su selección se impuso por 1-0. Su primer gol con esta selección fue el 8 de febrero de 2010 en el empate a 3-3 frente a Noruega en un encuentro amistoso. Durante el Campeonato Europeo Sub-17 de ese año, Kalas recibió su primera tarjeta roja como profesional durante un encuentro de la fase de grupos frente a Grecia, en el que ambos equipos empataron a 0-0. Su debut con la sub-18 fue el 24 de agosto de 2010 en la victoria de su equipo por 2-0 frente a Irlanda, mientras que su debut con la sub-19 se produjo el 19 de mayo de 2011 en el empate a 0-0 frente a Rusia. Con esta selección participó en el Campeonato Europeo Sub-19 de 2011, en donde marcó un gol en la victoria por 4-2 sobre Serbia en las semifinales, aunque finalmente serían derrotados 3-2 por España en la final, perdiéndose la oportunidad de consagrarse campeón de una competición internacional por primera vez en su carrera. Un mes después de haber participado en el campeonato europeo, Kalas hizo su debut con la sub-21 el 6 de septiembre de 2011 en el empate a 1-1 frente a Armenia.

## Clubes
| Club                         | País            | Año       |
| ---------------------------- | --------------- | --------- |
| S. K. Sigma Olomouc          | República Checa | 2010      |
| Chelsea F. C.                | Inglaterra      | 2010-2019 |
| S. K. Sigma Olomouc (cedido) | República Checa | 2010      |
| S. B. V. Vitesse (cedido)    | Países Bajos    | 2011-2013 |
| 1. F. C. Colonia (cedido)    | Alemania        | 2014      |
| Middlesbrough F. C. (cedido) | Inglaterra      | 2015-2016 |
| Fulham F. C. (cedido)        | Inglaterra      | 2016-2018 |
| Bristol City F. C. (cedido)  | Inglaterra      | 2018-2019 |
| Bristol City F. C.           | Inglaterra      | 2019-2023 |
| F. C. Schalke 04             | Alemania        | 2023-     |